# 본머스 공항

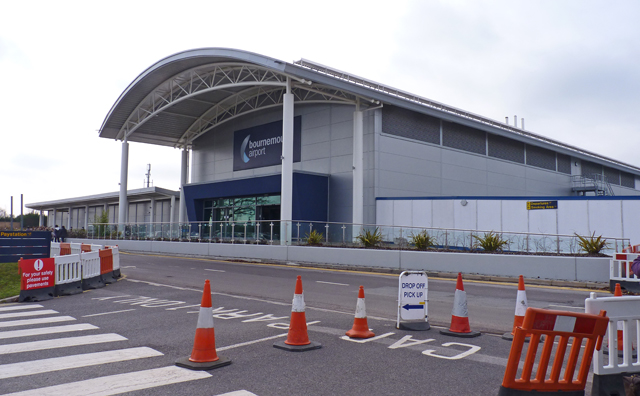

본머스 공항(Bournemouth Airport, IATA: BOH, ICAO: EGHH)은 본머스에서 북-북동쪽으로 3.5 해리(6.5킬로미터) 떨어진 곳에 위치한 공항이다.
라이언에어와 TUI 에어웨이스가 상주하고 있다.
제2차 세계 대전 이전에 본머스 공항은 크리스트처치 비행장으로 활용되었다.

## 통계
|      | 승객 수 | 이동 수 | 본머스 공항 승객 총합 2003–2021 (백만) |
| ---- | --- | ------- | -------------------------------------- |
| 2003 | 460,872 | 76,177  | 소스 Wikidata 쿼리 및 소스 참조.       |
| 2004 | 492,882 | 77,142  | 소스 Wikidata 쿼리 및 소스 참조.       |
| 2005 | 829,108 | 79,512  | 소스 Wikidata 쿼리 및 소스 참조.       |
| 2006 | 960,773 | 75,505  | 소스 Wikidata 쿼리 및 소스 참조.       |
| 2007 | 1,083,379 | 71,742  | 소스 Wikidata 쿼리 및 소스 참조.       |
| 2008 | 1,078,941 | 78,527  | 소스 Wikidata 쿼리 및 소스 참조.       |
| 2009 | 868,445 | 82,538  | 소스 Wikidata 쿼리 및 소스 참조.       |
| 2010 | 751,331 | 55,398  | 소스 Wikidata 쿼리 및 소스 참조.       |
| 2011 | 613,755 | 51,799  | 소스 Wikidata 쿼리 및 소스 참조.       |
| 2012 | 689,913 | 51,089  | 소스 Wikidata 쿼리 및 소스 참조.       |
| 2013 | 660,272 | 47,174  | 소스 Wikidata 쿼리 및 소스 참조.       |
| 2014 | 661,584 | 43,122  | 소스 Wikidata 쿼리 및 소스 참조.       |
| 2015 | 706,776 | 43,020  | 소스 Wikidata 쿼리 및 소스 참조.       |
| 2016 | 667,981 | 36,922  | 소스 Wikidata 쿼리 및 소스 참조.       |
| 2017 | 694,660 | 34,641  | 소스 Wikidata 쿼리 및 소스 참조.       |
| 2018 | 674,972 | 39,886  | 소스 Wikidata 쿼리 및 소스 참조.       |
| 2019 | 803,307 | 39,886  | 소스 Wikidata 쿼리 및 소스 참조.       |
| 2020 | 175,907 | 28,370  | 소스 Wikidata 쿼리 및 소스 참조.       |
| 2021 | 200,640 | 38,304  | 소스 Wikidata 쿼리 및 소스 참조.       |
|      | 기술적 문제로 인해 그래프를 일시적으로 사용할 수 없습니다. 파브리케이터와 미디어위키 위키에 더 자세한 정보가 있습니다. |         |                                        |